# 一向寺 (佐野市)
一向寺（いっこうじ）は、栃木県佐野市にある浄土宗の寺院。

## 歴史
1284年（弘安7年）、礼知阿上人によって開山された。礼知阿上人は出家後一向上人の弟子となり、関東巡錫の旅をし、当寺を創建した。
当寺には板石塔婆を所蔵している。明治時代に近くの畑から発掘されたもので、阿弥陀三尊と宝篋印塔が刻まれている。

## 交通アクセス
- 佐野駅より徒歩13分。